# Meredith Michaelsová-Beerbaumová
Meredith Michaelsová-Beerbaumová (* 26. prosince 1969 Los Angeles) je německá jezdkyně amerického původu.

## Životopis
Michaelsová se narodila jako dcera filmového režiséra a producenta Richarda Michaelse. Od dětství se věnovala jízdě na koni, jako mladá jezdkyně (do 21 let) dosahovala dobrých výsledků. Kariéru nepřerušila ani v době, kdy studovala politologii na Princeton University.
V roce 1991 odjela do Německa, aby trénovala u světoznámého jezdce a trenéra Paula Schockemöhleho. Původně letní pobyt se protáhl na trvalý. V roce 1998 se Michaelsová provdala za německého reprezentanta Markuse Beerbauma (bratra mnohonásobného olympijského vítěze Ludgera Beerbauma) a získala německé občanství.
V Německu se dostala k řadě vynikajících koní, zmínku si zaslouží zejména Checkmate a Shutterfly. Od roku 1999 se stala klíčovou členkou německé reprezentace, se kterou získala několik medailí v soutěžích družstev na mistrovství Evropy.
V prosinci 2004 se stala první ženou, která byla v čele světového žebříčku sestavovaného Mezinárodní jezdeckou federací FEI. Znovu se také kvalifikovala do finále světového poháru, v němž dosáhla v sedle Shutterflye na druhé místo. O rok později s Checkmatem 4 finále světového poháru poprvé vyhrála.
Rok 2004 ale pro Beerbaumovou byl velkým zklamáním, protože byla potrestána kvůli dopingovému nálezu ve vzorku svého koně a zmeškala kvůli tomu start na olympijských hrách v Aténách.
Na Světových jezdeckých hrách v Cáchách v roce 2006 atakovala nejvyšší stupně a získala s Shutterflyem bronzovou medaili.
Na začátku roku 2007 byla znovu jedničkou světového žebříčku, a to po dobu čtyř měsíců v řadě (od února do května). V srpnu absolvovala v sedle Shutterflye bez shození všech pět kol mistrovství Evropy v Mannheimu a stala se druhou ženou, která vyhrála evropský titul v parkuru. Dne 27. dubna 2008 v sedle stejného koně zvítězila ve finále světového poháru v Göteborgu.

## Úspěchy
| Rok  | Soutěž                          | Kůň         | Výsledek      |
| ---- | ------------------------------- | ----------- | ------------- |
| 1999 | Mistrovství Německa žen         | -           | 1.            |
| 1999 | Mistrovství Evropy              | Stella      | 9.            |
| 1999 | Mistrovství Evropy              | Stella      | 1. (družstvo) |
| 2001 | Mistrovství Německa žen         | -           | 1.            |
| 2004 | Finále světového poháru         | Shutterfly  | 2.            |
| 2004 | Mistrovství Německa jednotlivců | -           | 3.            |
| 2005 | Mistrovství Evropy              | Checkmate 4 | 1. (družstvo) |
| 2005 | Finále Světového poháru         | Checkmate 4 | 1.            |
| 2006 | Finále světového poháru         | Checkmate 4 | 5.            |
| 2006 | Světové jezdecké hry            | Shutterfly  | 3.            |
| 2006 | Světové jezdecké hry            | Shutterfly  | 3. (družstvo) |
| 2007 | Mistrovství Evropy              | Shutterfly  | 1.            |
| 2007 | Mistrovství Evropy              | Shutterfly  | 2. (družstvo) |
| 2008 | Finále Světového poháru         | Shutterfly  | 1.            |

## Nejúspěšnější koně
| Jméno       | Pohlaví | Plemeno | Narozen | Otec      |
| ----------- | ------- | ------- | ------- | --------- |
| Shutterfly  | valach  | HANN    | 1993    | Silvio I  |
| Checkmate 4 | valach  | HANN    | 1995    | Contender |